# مدرسة شيان هانووا الدولية
مدرسة شيان هانووا الدولية هي مدرسة دولية خاصة تقع في شيان، الصين.

## الروابط الخارجية
- Van. "The Hanova International Department of Bodi School Opens in Xi'an التاريخ=يوليو 2012". Little Star Magazine. مؤرشف من الأصل في 2018-06-13.
- "The International Baccalaureate Website School Listing التاريخ=يونيو 2015". مؤرشف من الأصل في 2018-11-12.
- Xi'an Hanova International School